# Markovo (distrikt i Bulgarien, Plovdiv)
Markovo (bulgariska: Марково) är ett distrikt i Bulgarien.   Det ligger i kommunen obsjtina Rodopi och regionen Plovdiv, i den centrala delen av landet, 130 km sydost om huvudstaden Sofia.
Trakten runt Markovo består till största delen av jordbruksmark. Runt Markovo är det ganska glesbefolkat, med 50 invånare per kvadratkilometer.